# Croton babuyanensis
Espèce
Croton babuyanensis est une espèce de plantes à fleurs du genre Croton et de la famille des Euphorbiaceae de l'île de Babuyan aux Philippines.